# Dan Peterson
Daniel Lowell "Dan" Peterson  (Evanston, Illinois, 9 de enero de 1936) es un exentrenador de baloncesto estadounidense. 
Después de 23 años de inactividad, el veterano entrenador americano volvió a tomar las riendas del Olimpia Milano en 2011, al que hizo campeón de la Euroliga en su último año en su anterior etapa, 1987. 
En 1998, en conmemoración del 50 aniversario de la celebración de la primera Copa de Europa de Baloncesto, es nombrado como uno de los 10 mejores entrenadores de la historia de la competición.

## Trayectoria como entrenador
- 1962-1963  McKendree College (Asist.)
- 1963-1965 Universidad Estatal de Míchigan Spartans (Asist.)
- 1965-1966  Navy Midshipmen (Asist.)
- 1966-1971 Universidad de Delaware
- 1971-1973 Chile
- 1973-1978 Virtus Bologna
- 1978-1987 Olimpia Milano
- 2011 Olimpia Milano

## Palmarés
- Euroliga: 1

Olimpia Milano: 1987.
- Copa Korać: 1

Olimpia Milano: 1985.
- LEGA: 5

Virtus Bologna: 1976.
Olimpia Milano: 1982, 1985, 1986, 1987.
- Copa Italia: 3

Virtus Bologna: 1973-74.
Olimpia Milano: 1986, 1987.
- Inducido en el Salón de la Fama de la FIBA en 2024.[1]